# Oreitia
Oreitia és un poble (concejo) de la Zona Rural Est de Vitòria, al territori històric d'Àlaba.

## Geografia
Situat a l'est del municipi, al marge dret del riu Dulantzi, al costat de la carretera local de Herraza a Agurain (A-4134) i a la línia de ferrocarril Madrid-Hendaia amb baixador; 3 km a l'oest d'Elburgo.

## Etimologia
Apareix com a Oretia en el Cartulari de San Millán de 1025, alterant la seva grafia a Oreytia en documentació de 1257, de nou Oretia en 1294 i l'actual Oreitia en documentació de 1331.

## Història
Al costat de Oreitia antigament va arribar a existir un hospital de pelegrins, prop del santuari de Nostra Senyora d'Estíbaliz. En 1138 es recull la donació al monestir de Nájera d'una casa que tenia a Oreitia María López de Estívariz, mentre que, segons una escriptura donada a Valladolid l'11 de maig de 1542, Atanasio de Ayala, va cedir a l'hospital de Santiago de Vitòria, entre altres béns, uns que posseïa a Oreitia.
Fou un dels 43 llogarets que s'uniren a Vitòria en diferents temps i ocasions, i que en segregar-se en 1840 la Quadrilla d'Añana va romandre en la Quadrilla de Vitoria. Durant l'Antic Règim pertanyia a la diòcesi de Calahorra, vicariat de Vitòria i arxiprestatge d'Armentia.

## Demografia
En 2014 Oreitia tenia 81 habitants, dels quals 43 eren homes i 38 dones. (INE 2014).
| Gràfica d'evolució demogràfica de Oreitia entre 2000 i 2014 |
|                                                             |
| Població segons el padró municipal.                         |

## Patrimoni Monumental

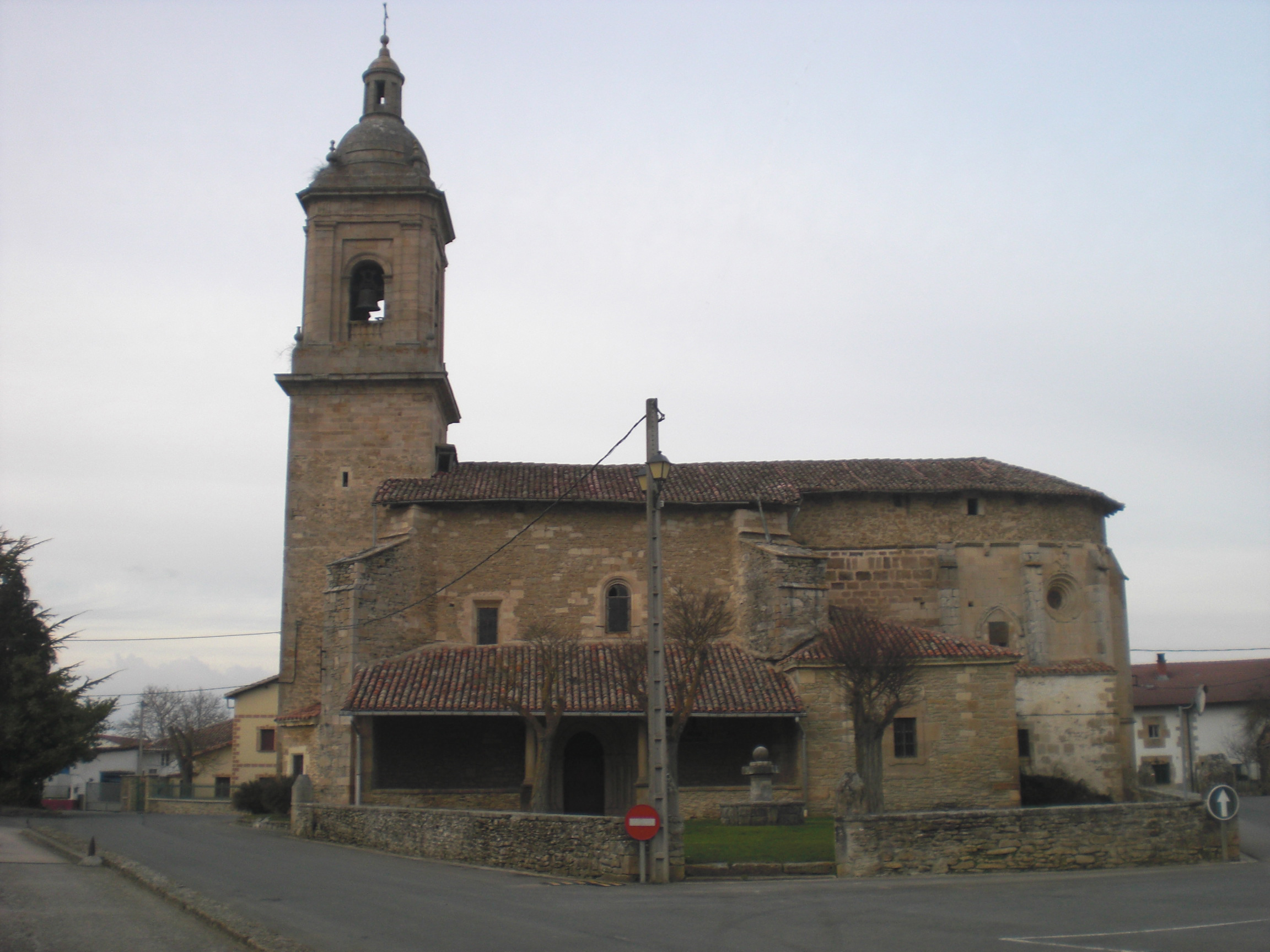
Església parroquial de San Julián i Santa Basilisa.

- Església parroquial catòlica sota l'advocació de San Julián i Santa Basilisa, proto-gòtic, remodelat en el segle XVI; amb torre neoclàssica aixecada per Juan de Echevarría cap a 1763 i portada del segle xiii
- Antiga Casa-forta, palau de Guevara-Lazarraga.
- Torre Blanca de Diego de Guevara y Lazarraga, gòtic tardà de mitjan segle xvi.
- Palau torrejat barroc d'Ortiz de Zárate.